# Liste öffentlicher Bücherschränke in Thüringen
Dieser Artikel enthält öffentliche Bücherschränke in Thüringen und erhebt keinen Anspruch auf Vollständigkeit. Ein öffentlicher Bücherschrank ist ein Schrank oder schrankähnlicher Aufbewahrungsort mit Büchern, der dazu dient, Bücher kostenlos, anonym und ohne jegliche Formalitäten zum Tausch oder zur Mitnahme anzubieten. In der Regel sind die öffentlichen Bücherschränke an allen Tagen im Jahr frei zugänglich. Ist dies nicht der Fall, ist dies in den Listen in der Spalte Anmerkungen vermerkt.

## Liste
Derzeit sind in Thüringen 80 öffentliche Bücherschränke erfasst (Stand: 5. Mai 2025):

| Bild | Ausführung               | Ort                                                                | Seit          | Anmerkung | Lage                                                                                 |
| ---- | ------------------------ | ------------------------------------------------------------------ | ------------- | --- | ------------------------------------------------------------------------------------ |
|      | Regal                    | in allen Zügen der Erfurter Bahn, zugänglich für alle Mitreisenden |               | |                                                                                      |
|      | Bücherschrank            | Arnstadt Ortsteil Dosdorf                                          |               | "Bücherschrank - Das Original von Dosdorf" eigens gebauter Bücherschrank, private Initiative | ⊙ Dosdorf 16                                                                         |
|      | Bücherbox                | Arnstadt Ortsteil Dosdorf                                          |               | "BÜCHER-BOX" Metallschrank begehbar | ⊙ an der Kirche in Dosdorf                                                           |
|      | Telefonzelle             | Bad Blankenburg                                                    |               | Bei Bushaltestelle Siedlung | ⊙                                                                                    |
|      | Büchertisch              | Bad Liebenstein                                                    | 2010          | Initiator: Kirchenkreis, für Kurpatienten | ⊙ Friedenskirche                                                                     |
|      | Regal                    | Bad Salzungen Ortsteil Dönges                                      |               | Bücherregal im überdachten Wartebereich der Bushaltestelle Dönges | ⊙ Zum Willkommen 1                                                                   |
|      | Telefonzelle             | Bad Sulza Ortsteil Kleinromstedt                                   | 2019          | [ 1 ] | ⊙ am Spielplatz neben dem Kindergarten und Jugendclub                                |
|      | Telefonzelle             | Bottendorf                                                         |               | | ⊙                                                                                    |
|      | Bücherregal              | Dachwig                                                            | 2019          | Bücherregal im Freibad, zugänglich während der Öffnungszeiten | ⊙ Döllstädter Straße 3                                                               |
|      | Telefonzelle             | Dingelstädt Ortsteil Hüpstedt                                      | März 2021     | private Initiative, Telefonzelle mit Beleuchtung | ⊙ Am Henkelweg 8                                                                     |
|      | Koffer                   | Dornburg-Camburg Ortsteil Tümpling                                 |               | Bücherkoffer in der Bushaltestelle | ⊙                                                                                    |
|      | Regal                    | Ebersdorf (Saalburg-Ebersdorf)                                     | 2012          | in der Lesehalle | ⊙ Zinzendorfplatz                                                                    |
|      | Bücherbaum               | Eisenach                                                           | 28. Mai 2025  | in Form eines Baumstammes, errichtet im Zuge eines Projektes des Fördervereins der Stadtbibliothek Eisenach | Ehrensteig, vor Haus Nr. 35                                                          |
|      | Regal im Aquaplex        | Eisenach                                                           | 2017          | blaues Regal im Eingangsbereich des Schwimmbades | ⊙                                                                                    |
|      | Bücherbaum               | Eisenach                                                           | 9. Juni 2020  | Bücherschrank in Baumform auf dem Spielplatz Heinrichstraße, errichtet im Zuge eines Projektes des Fördervereins der Stadtbibliothek Eisenach. | ⊙ Heinrichstraße                                                                     |
|      | Bücherbibel              | Eisenach                                                           | 27. Apr. 2022 | Bücherschrank in Form einer Bibel auf der Esplanade neben dem Residenzschloss, errichtet im Zuge eines Projektes des Fördervereins der Stadtbibliothek Eisenach. | Esplanade                                                                            |
|      | Bücherbaum               | Eisenach Ortsteil Hörschel                                         | 15. Juni 2019 | ausgehöhlter Birkenstamm auf dem Spielplatz des Ortes, errichtet im Zuge eines Projektes des Fördervereins der Stadtbibliothek Eisenach | ⊙ OT Hörschel, Rennsteigstraße                                                       |
|      | Bücherbaum               | Eisenach Ortsteil Hötzelsroda                                      | 28. Mai 2025  | in Form eines Baumstammes, errichtet im Zuge eines Projektes des Fördervereins der Stadtbibliothek Eisenach | OT Hötzelsroda, Spielplatz                                                           |
|      | Telefonzelle             | Eisenach Ortsteil Göringen                                         | 17. Aug. 2019 | umgebaute Telefonzelle auf dem Hof des Dorfgemeinschaftshauses; Träger/Initiator: Verein Landleben Göringen-Wartha e. V. | ⊙ OT Göringen, Lauchröder Straße                                                     |
|      | Bücherbaum "Eulinde"     | Eisenach Ortsteil Neukirchen                                       | 12. Juli 2021 | Bücherregal in Form einer Eule auf dem Spielplatz des Ortes, errichtet im Zuge eines Projektes des Fördervereins der Stadtbibliothek Eisenach | ⊙ OT Neukirchen                                                                      |
|      | Telefonzelle             | Erfurt                                                             |               | "Linderbacher Bücherzelle" | ⊙ Linderbach                                                                         |
|      | Telefonzelle             | Erfurt                                                             |               | "Azner BücherKiste" | ⊙ Zur Marke 11                                                                       |
|      | Telefonzelle             | Erfurt                                                             | 29. Sep. 2011 | Initiator: Kontakt in Krisen e. V. | ⊙ Magdeburger Allee 114–116                                                          |
|      | Telefonzelle             | Erfurt                                                             |               | Initiator: Trägerwerk Soziale Dienste in Thüringen | ⊙ Tungerstraße 9                                                                     |
|      | Telefonzelle             | Erfurt                                                             |               | Initiator: Wohnungsbaugenossenschaft Einheit in Erfurt | ⊙ Am Drosselberg 64                                                                  |
|      | Telefonzelle             | Erfurt                                                             |               | Initiator: Wohnungsbaugenossenschaft Einheit in Erfurt | ⊙ Saalfelder Straße 17                                                               |
|      | Telefonzelle             | Erfurt                                                             |               | Initiator: Wohnungsbaugenossenschaft Einheit in Erfurt | ⊙ Pößnecker Straße 40                                                                |
|      | Telefonzelle             | Erfurt                                                             |               | Initiator: Wohnungsbaugenossenschaft Einheit in Erfurt | ⊙ Karl-Marx-Platz 4                                                                  |
|      | Telefonzelle             | Erfurt                                                             |               | Initiator: Wohnungsbaugenossenschaft Einheit in Erfurt | ⊙ Rubensstraße (Hirnzigenpark)                                                       |
|      | Telefonzelle             | Erfurt                                                             |               | Initiator: Wohnungsbaugenossenschaft Einheit in Erfurt | ⊙ Tschaikowskistraße 7                                                               |
|      | Telefonzelle             | Erfurt                                                             |               | Initiator: Wohnungsbaugenossenschaft Einheit in Erfurt | ⊙ Tschaikowskistraße 20                                                              |
|      | Telefonzelle             | Erfurt                                                             |               | Initiator: Wohnungsbaugenossenschaft Einheit in Erfurt | ⊙ Bushaltestelle Marbach (Oberer Stadtweg/Schwarzburger Straße)                      |
|      | Telefonzelle             | Erfurt                                                             |               | Initiator: Wohnungsbaugenossenschaft Einheit in Erfurt | ⊙ Hans-Loch-Straße 38                                                                |
|      | Telefonzelle             | Erfurt                                                             |               | Initiator: Wohnungsbaugenossenschaft Einheit in Erfurt | ⊙ Dornheimstraße 33 (Innenhof)                                                       |
|      | Telefonzelle             | Erfurt                                                             |               | Initiator: Wohnungsbaugenossenschaft Einheit in Erfurt | ⊙ Brombeerweg (Innenhof)                                                             |
|      | Telefonzelle             | Erfurt                                                             |               | Initiator: Wohnungsbaugenossenschaft Einheit in Erfurt | ⊙ Albert-Einstein-Straße 35                                                          |
|      | Telefonzelle             | Erfurt                                                             |               | Initiator: Wohnungsbaugenossenschaft Einheit in Erfurt | ⊙ Max-Steenbeck-Straße 14                                                            |
|      | Holzschrank              | Erfurt                                                             | 23. Apr. 2017 | private Initiative „Literatur-Oase“, integriert in ein kleines Urban-Gardening-Projekt auf einer vom „Friedenspalast“ zur Verfügung gestellten Fläche, Initiator: Marcus Jakubowitz | ⊙ Spielbergtor                                                                       |
|      | Regal                    | Erfurt                                                             |               | zu den Öffnungszeiten der Mensa | ⊙ Mensa der Universität                                                              |
|      | Regal                    | Erfurt                                                             |               | zu den Öffnungszeiten des tegut-Supermarktes | ⊙ Häßlerstraße 6                                                                     |
|      | Telefonzelle             | Friemar                                                            |               | | ⊙ Pfarrstraße 4                                                                      |
|      | Telefonzelle             | Geismar, Ortsteil Großtöpfer                                       |               | vor der Kirche Der Gute Hirte | ⊙ an der Hauptstraße                                                                 |
|      | Holzhaus                 | Gera                                                               | 2016          | entstanden im Rahmen eines Upcycling-Projekts der Künstler Joachim B. Schulze und Thomas Schulze in Kooperation dem Kinderheim Ernsee | ⊙ Sorge 9, im Erdgeschoss der Amthorpassage                                          |
|      | Metallschrank            | Gera                                                               | 2019          | initiiert von der Stadt- und Regionalbibliothek Gera | ⊙ Puschkinplatz 7, Leseinsel vor der Stadtbibliothek                                 |
|      | Telefonzelle             | Greußen, Ortsteil Rohnstedt                                        | Feb. 2021     | initiiert vom Betreiber des Heimatmuseums/der Heimatstube | ⊙ neben Heimatmuseum/Heimatstube, Hauptstraße 59                                     |
|      | Holzschrank              | Großrettbach (Drei Gleichen)                                       | 6. Apr. 2019  | private Initiative, durchgehend geöffnet | ⊙ Wartehäuschen der Bushaltestelle                                                   |
|      | Holzschrank              | Großschwabhausen                                                   | 2019          | gestiftet von Familie Schwarz und Freunden | ⊙ An der Hasel, neben dem Steinkreuz                                                 |
|      | Telefonzelle             | Harztor Ortsteil Niedersachswerfen                                 | Okt. 2019     | betreut von einer Bibliothekarin | ⊙ Kirchhof von St. Johannis-Pauli                                                    |
|      | Bücherschrank            | Hörsel Ortsteil Neufrankenroda                                     | Juni 2023     | Bücherschrank im überdachten Wartebereich der Bushaltestelle | ⊙ Gutsallee 4                                                                        |
|      | Telefonzelle             | Hörselberg-Hainich Ortsteil Kälberfeld                             | 2022          | Private Initiative für Alle zugänglich | ⊙ Gartenstraße 17                                                                    |
|      | Telefonzelle             | Ilmenau                                                            | 29. Sep. 2018 | Initiator: Rotary Club Ilmenau | ⊙ Wetzlarer Platz 1                                                                  |
|      | Regal                    | Jena                                                               |               | in der Mensa Philosophenweg, gleich rechts nach dem Haupteingang; an deren Öffnungszeiten gebunden | ⊙ Philosophenweg 20                                                                  |
|      | Regal                    | Jena                                                               |               | in der Mensa Ernst-Abbe-Platz, links neben der Kinderecke; an deren Öffnungszeiten gebunden | ⊙ Ernst-Abbe Platz 8                                                                 |
|      | Telefonzelle             | Jena                                                               |               | schräg gegenüber der Schillerkirche „Unserer Lieben Frau“ | ⊙ Schlippenstraße 41                                                                 |
|      | Regal                    | Jena                                                               |               | im Café „Immergrün“, an dessen Öffnungszeiten gebunden (Mo–Sa 11-1 Uhr, So ab 10 Uhr) am Ende der Eingangstreppe links | ⊙ Jenergasse 6                                                                       |
|      | Bücherbaum               | Jena - Wogau/Jenaprießnitz                                         |               | Bücherbaum vorm Dorfmuseum | ⊙ Im tiefen Weg 1                                                                    |
|      | Regal                    | Jena                                                               |               | Im Wartehäuschen des Busbahnhof schräg gegenüber des Bahnhof Jena Paradies | ⊙ Kreuzung Am Volksbad - Knebelstraße                                                |
|      | Telefonzelle             | Kleinrudestedt                                                     |               | | ⊙ Große Gasse                                                                        |
|      | Metallschrank            | Mellingen                                                          | 2021          | Beschluss des Gemeinderates | ⊙ Spielplatz am Feininger Ring                                                       |
|      | Holzschrank              | Mühlhausen/Thüringen                                               | 28. Juni 2013 | Gemeinschaftsprojekt der Mühlhäuser Stadtbibliothek, dem Geschwister-Scholl-Heim/Mehrgenerationenhaus, dem Jugendtechnikzentrum und Schülern der Praxisklasse 7P der „Petrischule“ aus Mühlhausen; zu nutzen während der Öffnungszeiten des Mehrgenerationenhauses (Mo 10–18 Uhr, Di–Fr 10–21 Uhr und Sa 14–21 Uhr) | ⊙ Außengelände des Geschwister-Scholl-Heims/Mehrgenerationenhauses, Puschkinstraße 8 |
|      | Telefonzelle             | Nordhausen                                                         | 1. März 2014  | durchgehend öffentlich zugänglich | ⊙ Weinberghof 4, gegenüber dem Eingang zur Bibliothek der Hochschule Nordhausen      |
|      | Holzschrank              | Oberweid                                                           |               | private Initiative | ⊙ Kaltenwestheimer Straße und Hauptstraße (am Pfarramt)                              |
|      | Bücherregal              | Rottenbach                                                         | Aug. 2019     | zugänglich zu den Öffnungszeiten des Bahn-Hofladen mit Bistro, auch am Sa/So, in ehrenamtlicher Betreuung, ein Projekt der Genossenschaft Bahn-Hofladen Rottenbach. | ⊙ Bahnhof Rottenbach/Thür.                                                           |
|      | Telefonzelle             | Rückersdorf Ortsteil Reust                                         | Mai 2021      | initiiert von der Gemeinschaft Kunterbunt | ⊙ Hauptstraße                                                                        |
|      | Telefonzelle             | Ruhla                                                              | 2014          | auf Initiative des Frauennetzwerkes „Wir“ errichtet im Rahmen einer Tagesaufgabe der MDR-Sendung Mach dich ran | ⊙ Carl-Gareis-Straße, gegenüber Rathaus                                              |
|      | Regal                    | Saalfeld                                                           |               | In VR-Bank (außerhalb der Öffnungszeiten nur mit Karte erreichbar) | ⊙                                                                                    |
|      | Telefonzelle             | Schmalkalden                                                       |               | | ⊙ Kanonenweg 10/14                                                                   |
|      | Telefonzelle             | Schmölln                                                           | 2018          | Initiative eines Bürgers und der SPD-Fraktion; Einbau der Regale durch Schlosserei Hofmann, Gestaltung durch Farbsprayer „Farbklatsch“ | ⊙ Poststraße, vor dem Alten Bahnhofsgebäude                                          |
|      | Telefonzelle             | Sömmerda                                                           |               | | ⊙ Marktplatz/Lange Straße                                                            |
|      | Telefonzelle             | Stadtilm                                                           |               | ehemalige Telefonzelle am Markt | ⊙ Friedrich-Fröbel-Straße Ecke Markt                                                 |
|      | Holzhäuschen             | Stadtilm Ortsteil Dienstedt                                        | 2024          | | ⊙ Rudolstäder Straße 54                                                              |
|      | Bücherregal              | Stadtroda                                                          |               | im Staatlichen Gymnasium "Johann Heinrich Pestalozzi" Stadtroda; an dessen Öffnungszeiten gebunden | ⊙                                                                                    |
|      | Metallschrank            | Straufhain, Ortsteil Steinfeld                                     |               | Platz am Schwanenbrunnen; Coburger Straße / Ecke Heldburger Straße | ⊙                                                                                    |
|      | Metallschrank            | Straufhain, Ortsteil Streufdorf                                    |               | neben dem Rathaus; Obere Marktstraße, Ecke Renkengasse / Bahnhofstraße | ⊙                                                                                    |
|      | Regal                    | Suhl                                                               | 17. Juli 2019 | im Jugendkulturzentrum Jugendschmiede, Öffnungszeiten: Mo–Do 13–19 Uhr, Fr 13–22 Uhr, Sa projektbezogen zweimal im Monat | ⊙ Jugendkulturzentrum Jugendschmiede, Bahnhofstraße 16                               |
|      | Glasschrank              | Tautenburg                                                         |               | Im Ortskern | ⊙ Lindenstraße 55–57                                                                 |
|      | Telefonzelle             | Tröbnitz                                                           | Okt. 2021     | | ⊙ auf dem Spielplatz                                                                 |
|      | Telefonzelle             | Waltershausen                                                      |               | vor dem Haus der Generationen (Öffnungszeiten: Mo–Do 9:30–16:30, Fr 9:30–13:00) | ⊙ Haus der Generationen, Schulplatz 4                                                |
|      | Betonregal mit Glastüren | Weimar                                                             | 2013          | Auf Initiative des Festivals für junge Literatur „Juli im Juni“ und des Architekten Florian Hoppe entstand die „Offene Bibliothek Weimar“; vor der Other Music Academy in Weimar | ⊙ Ernst-Kohl-Straße 23                                                               |
|      | Telefonzelle             | Zella-Mehlis                                                       | 2016          | ausrangierte Telefonzelle, von Mitarbeitern des Baubetriebshofs aufgearbeitet und nach Entwürfen von Frank Melech gestaltet; Regal von der Tischlerei Thomas Gießler angefertigt | ⊙ Schubertpark                                                                       |

## Ehemalige Bücherschränke
| Bild | Ausführung   | Ort          | Seit         | Bis (festgestellt) | Anmerkung                                                               | Lage                             |
| ---- | ------------ | ------------ | ------------ | ------------------ | ----------------------------------------------------------------------- | -------------------------------- |
|      | Lesepavillon | Erfurt       | 2013         | 2024               | während der Öffnungszeiten der Erfurter Gartenbauausstellung zugänglich | ⊙ Egapark                        |
|      | Telefonzelle | Zella-Mehlis | 6. März 2020 | 15. März 2023      | Telefonzelle mit Beleuchtung auf dem Lerchenberg                        | ⊙ am Rundweg auf dem Lerchenberg |